# Gael Sandoval
Walter Gael Sandoval Contreras (Guadalajara, 5 novembre 1995) è un calciatore messicano, centrocampista svincolato.